# Sphegina grunini
Sphegina grunini är en tvåvingeart som beskrevs av Stackelberg 1953. Sphegina grunini ingår i släktet midjeblomflugor, och familjen blomflugor. Inga underarter finns listade i Catalogue of Life.